# Berufstitel
Berufstitel sind staatliche Auszeichnungen in Österreich. Sie werden als „berufsspezifische Ehrentitel“ Personen verliehen, die in langjähriger Ausübung ihres Berufes besondere Verdienste um die Republik erworben haben. Die Verleihung erfolgt durch den Bundespräsidenten.
Die Vorschläge auf Verleihung eines Berufstitels müssen an das jeweils zuständige Bundesministerium gerichtet werden und werden meist durch die jeweiligen Interessenvertretungen eingebracht. Im Zeitraum 2010 bis 2014 wurden in Österreich über 10.000 Berufstitel verliehen. Die meisten Verleihungen stammten aus dem Bildungsministerium, von dem es 7745 Ernennungen zu Schulräten, Oberschulräten, Oberstudienräten, Regierungsräten oder Professoren gab.
Auch teils als Berufstitel bezeichnet werden Standestitel, wie etwa gewerbliche Meistertitel und Titel, die durch Zertifizierungen erworben werden. Diese sind von den vom Bundespräsidenten verliehenen berufsspezifischen Ehrentiteln zu unterscheiden.

## Grundlagen und Verleihungspraxis

### Rechtliche Basis
Gemäß Artikel 65 Absatz 2 lit. b des Bundes-Verfassungsgesetzes (B-VG) steht dem Bundespräsidenten „die Schaffung und Verleihung von Berufstiteln“ zu. Aufgrund dieser Gesetzesbestimmung hat der Bundespräsident eine Entschließung erlassen, in der die von ihm geschaffenen Berufstitel aufgezählt sind (siehe zuletzt die Entschließung des Bundespräsidenten betreffend die Schaffung von Berufstiteln, Bundesgesetzblatt für die Republik Österreich, Teil II, Nr. 261/2002). Demzufolge dienen die Berufstitel der „Auszeichnung von Personen, die sich in langjähriger Ausübung ihres Berufes Verdienste um die Republik Österreich erworben haben“.
Es besteht kein Rechtsanspruch auf eine Auszeichnung.
Die Funktions- und Dienstrangsbezeichnungen der Spanischen Hofreitschule in Wien werden vom Gesetz ebenfalls als „Berufstitel“ bezeichnet und werden vom österreichischen Bundesminister für Land- und Forstwirtschaft verliehen.

### Nominierung
Wie beim Ehrenzeichen gilt, dass zur Anregung der Verleihung eines Berufstitels jedermann berechtigt ist (ausgenommen für sich selbst oder nahe Familienangehörige). Für die Anregung genügt ein formloses Schreiben, dem ein Lebenslauf sowie die Begründung für die Anregung (Darstellung der Verdienste um die Republik, die die Auszeichnungswürdigkeit erweisen) beigefügt sind.
Das Bundeskanzleramt stellt zudem auf seiner Homepage ein entsprechendes Formular zur Verfügung.
Die Anregungen zur Verleihung eines Berufstitels müssen an das jeweils (für die Prüfung) zuständige Bundesministerium gerichtet werden. Dieses leitet jene Vorschläge, die positiv beurteilt wurden, an die Präsidentschaftskanzlei weiter (Antrag).

### Voraussetzungen
Folgende Voraussetzungen müssen erfüllt sein:
- es muss sich um eine herausragende Vertreterin oder einen herausragenden Vertreter ihres bzw. seines Berufes handeln.
- es müssen nachweisbare Leistungen auf dem jeweiligen Gebiet bzw. ausgezeichneter Verwendungserfolg bei öffentlich Bediensteten vorliegen.
- die Verleihung sollte erst ab 50 Jahren erfolgen (Ausnahme: die Verleihung des Berufstitels Universitätsprofessorin/Universitätsprofessor kann bereits ab 45 Jahren erfolgen).
- der Antrag soll spätestens innerhalb eines Jahres nach Ende der zu würdigenden Tätigkeit gestellt werden.
- zwischen Verleihungen und Auszeichnungen des Bundes (Ehrenzeichen und Berufstitel) muss ein Zeitraum von fünf Jahren liegen („Interkalarfrist“). Dieser verkürzt sich im Falle der Pensionierung auf vier Jahre.
- notwendig ist eine mindestens 15-jährige Ausübung der zu würdigenden oder einer zumindest gleichartigen Tätigkeit (bei öffentlich Bediensteten zählt die tatsächlich zurückgelegte Dienstzeit).

Zudem gilt für öffentlich Bedienstete, dass ein mit einem Amtstitel gleichlautender Berufstitel nicht verliehen wird. Auch muss in allen Fällen die Annahmebereitschaft der bzw. des Auszeichnenden gegeben sein – dieser/diese müssen also vorab erklären, dass sie bereit sind, die Auszeichnung anzunehmen.
Mit der Verleihung sind keine zusätzlichen Leistungen (wie z. B. ein „Ehrensold“ usw.) verbunden.

### Verleihung und Überreichung
Nachdem im jeweils zuständigen Bundesministerium die Anregung positiv beurteilt wurde, stellt der jeweilige Bundesminister einen diesbezüglichen Antrag an den Bundespräsidenten. Nach der abschließenden positiven Prüfung durch die Präsidentschaftskanzlei erfolgt der Rechtsakt des Bundespräsidenten, die Entschließung. Mit dieser wird der Berufstitel an den oder die Auszuzeichnenden verliehen.
Als letzter Schritt vor der Überreichung erfolgt die Gegenzeichnung der Entschließung durch den antragstellenden Bundesminister. Das Dekret wird dann gewöhnlich durch den zuständigen Bundesminister, oft im Rahmen einer festlich gestalteten Zeremonie, überreicht. Die Dekrete der Berufstitel Kommerzialrat/Kommerzialrätin werden im Gegensatz dazu meist von den Präsidenten der Wirtschaftskammern (Bundeskammer oder Landeskammern) überreicht.

## Mögliche Berufstitel nach Berufsgruppen
- Hofrat/Hofrätin (Abkürzung: HR): für Bedienstete der Gebietskörperschaften (Bund, Länder und Gemeinden) und von anderen juristischen Personen öffentlichen Rechts sowie für Personen, die im Lehrberuf an mit Öffentlichkeitsrecht ausgestatteten Privatschulen tätig sind. Typische Anwendungsfälle: Beamte des Höheren Dienstes („A-Laufbahn“, Akademiker), die nicht bereits den Amtstitel „Hofrat“ tragen, Direktoren (L1) höherer Schulen, von Archiven, Bibliotheken und Museen usw.
- Regierungsrat/Regierungsrätin (Abkürzung: RegR oder RgR): für Bedienstete der Gebietskörperschaften (Bund, Länder und Gemeinden) und von anderen juristischen Personen öffentlichen Rechts sowie für Personen, die im Lehrberuf an mit Öffentlichkeitsrecht ausgestatteten Privatschulen tätig sind. Typische Anwendungsfälle: Beamte des gehobenen Dienstes („B-Laufbahn“, Reifeprüfung, Matura), Abteilungsvorstände an Höheren Technischen Lehranstalten, Direktoren (L1 und L2) mittlerer Schulen.

- Amtsrat/Amtsrätin (Abkürzung: AR): für Bedienstete von Gebietskörperschaften (Bund, Länder und Gemeinden). Typische Anwendungsfälle: Beamte des Fachdienstes („B-Laufbahn“, Reifeprüfung, Matura) in Leitungsfunktionen (Verwendungsgruppe A2 bis zur Funktionsgruppe 2).
- Kanzleirat/Kanzleirätin (Abkürzung: KzlR): Bedienstete von Gebietskörperschaften (Bund, Länder und Gemeinden). Typische Anwendungsfälle: Beamte des Mittleren Dienstes („D-Laufbahn“), vorwiegend in leitenden Sekretariatsfunktionen.
- Kommerzialrat/Kommerzialrätin (Abkürzung: KmzlR oder KommR oder KomR, manchmal auch nur KR): für Angehörige des Wirtschaftslebens.
- Ökonomierat/Ökonomierätin (Abkürzung: ÖkR): für Angehörige landwirtschaftlicher Berufe.
- Medizinalrat/Medizinalrätin (Abkürzung: MedR): für Angehörige des ärztlichen Berufes.
- Obermedizinalrat/Obermedizinalrätin (Abkürzung: OMedR oder OMR): für Angehörige des ärztlichen Berufes. In Österreich wird dieser durch den Bundespräsidenten verliehen.
- Veterinärrat/Veterinärrätin (Abkürzung: VetR): für Angehörige des tierärztlichen Berufes.
- Technischer Rat/Technische Rätin (Abkürzung: TR oder Techn.R): für Angehörige technischer Berufe.
- Baurat/Baurätin honoris causa (Abkürzung: BauR h.c.): für Personen, die auf technisch-wissenschaftlichem, praktisch-technischem oder baukünstlerischem Gebiet tätig sind.
- Bergrat/Bergrätin honoris causa (Abkürzung: BergR h.c.): für Personen, die auf dem Gebiet des Berg- und Hüttenwesens tätig sind.
- Forstrat/Forsträtin honoris causa (Abkürzung: ForstR h.c.): für Personen, die auf dem Gebiet des Forstwesens tätig sind.
- Schulrat/Schulrätin (Abkürzung: SR): für Personen, die im Lehr- oder Erziehungsdienst tätig sind. Typische Anwendungsfälle: für Volks- und Hauptschullehrer/-innen
- Oberschulrat/Oberschulrätin (Abkürzung: OSR): für Personen, die im Lehr- oder Erziehungsdienst tätig sind. Typische Anwendungsfälle: für Leiter/-innen von Volks- und Hauptschulen sowie Polytechnischer Schulen, sowie für Lehrer/-innen (L2) für fachpraktische Unterrichtsgegenstände
- Studienrat/Studienrätin (Abkürzung: StR): für Personen, die im Lehr- oder Erziehungsdienst tätig sind. Typische Anwendungsfälle: Direktoren mittlerer Schulen sowie Lehrkräfte (L2a2) für fachlich-theoretische Unterrichtsgegenstände.
- Oberstudienrat/Oberstudienrätin (Abkürzung: OStR): für Personen, die im Lehr- oder Erziehungsdienst tätig sind. Typische Anwendungsfälle: Lehrkräfte (L1) mit universitärem Studium an höheren Schulen (Gymnasien, Realgymnasien, höheren technischen und gewerblichen Lehranstalten, Handelsakademien, höheren Lehranstalten für wirtschaftliche Berufe, höheren land- und forstwirtschaftliche Lehranstalten usw.), aber auch nicht akademisch gebildete Lehrer (L2) an Übungsvolks- und -hauptschulen mit dem Amtstitel "Professor".
- Universitätsprofessor/Universitätsprofessorin (Abkürzung: Univ.Prof.): für Außerordentliche Universitätsprofessoren/Außerordentliche Universitätsprofessorinnen an Universitäten nach mehrjähriger Lehr- und Forschungstätigkeit sowie für Lehrpersonen (Universitätsdozenten/Universitätsdozentinnen, die nicht in einem öffentlich-rechtlichen Dienstverhältnis stehen) an Universitäten nach einer mindestens 15-jährigen Lehr- und Forschungstätigkeit.
- Kammersänger/Kammersängerin (Abkürzung: KSäng): für Personen, die als Künstler/Künstlerinnen an einem der Pflege der Musik oder der darstellenden Kunst gewidmeten österreichischen Kunstinstitut tätig sind.
- Kammerschauspieler/Kammerschauspielerin (Abkürzung: KSchausp.): für Personen, die als Künstler bzw. Künstlerinnen an einem der Pflege der Musik oder der darstellenden Kunst gewidmeten österreichischen Kunstinstitut tätig sind.
- Professor/Professorin (Abkürzung: Prof.): für Personen, die auf dem Gebiet der Erwachsenenbildung, der Kunst, der Volkskultur und des Musealen Sammelns tätig sind sowie für Personen, die im Bereich der Wissenschaft tätig sind. Typische Anwendungsfälle: Angehörige führender Orchester (Wiener Philharmoniker, Wiener Symphoniker usw.), Präsidenten von bedeutenden wissenschaftlichen oder kulturellen Vereinigungen, Instituten usw. (hier ist ein positives Gutachten der entsprechenden Universität entscheidend), Journalisten, Literaten.
- Generalmusikdirektor: für Personen, die in der internationalen Musikwelt einen ganz hervorragenden Ruf genießen, die zudem als Berufsdirigenten an einem der Pflege der Musik gewidmeten österreichischen Kunstinstitut von überragender Bedeutung mindestens zehn Jahre lang ununterbrochen gewirkt und als solche prominente künstlerische Leistungen aufzuweisen haben.[9]

## Titelführung

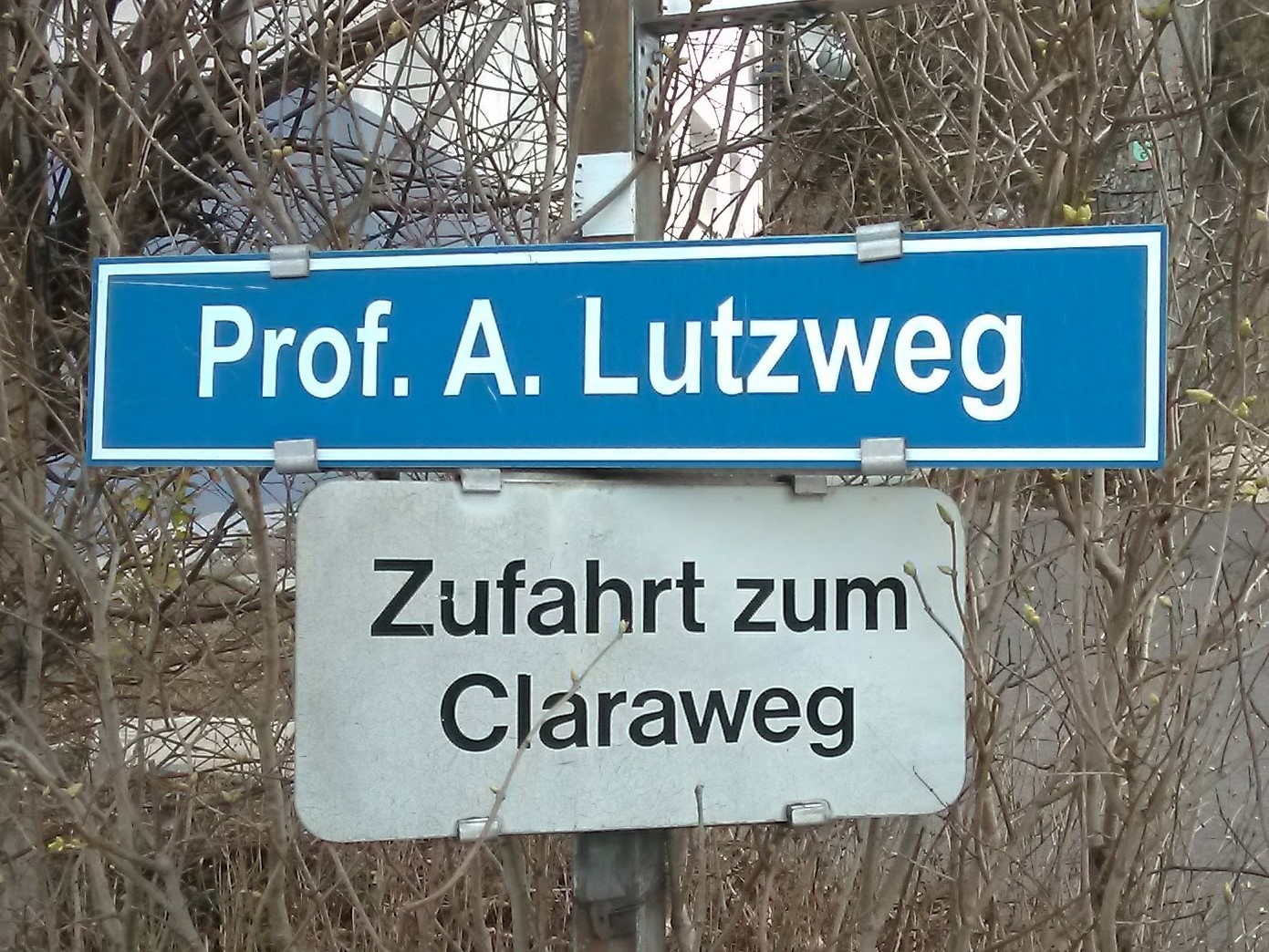
Amtlicher Straßenname in Puchenau mit Nennung des Professorentitels

Der Berufstitel ist nach einem Amtstitel, jedoch vor einem akademischen Grad (bzw. der Standesbezeichnung Ingenieur) zu führen.
- Beispiel: Der Direktor (= Amtstitel) des Realgymnasiums in X., Dr. Y., erhält den Berufstitel „Hofrat“. Korrekte Titulatur: „Direktor Hofrat Dr. Y.“  –  mündliche Anrede fast immer: „Herr Hofrat“, da der auszeichnende Berufstitel gegenüber dem schon zuvor zustehenden Amtstitel als höherwertig angesehen wird. In Schriftform haben sich in förmlicher Anrede Doppeltitulaturen „S.g. Herrn Direktor Hofrat Dr. Y.“ – oder an Türtafeln „Direktor Hofrat Dr. Y.“ – durchaus erhalten.

Dasselbe wird auch bei der Anrede für Ordensgeistliche (Pater) und bei kirchlichen Ehrentitulaturen (Monsignore, Prälat, Konsistorialrat) analog beobachtet. Bei Titulaturen aufgrund einer kirchlichen Funktion (Bischof, Generalvikar, Domkapitular, Dechant, Pfarrer usw.) wird diese gleich einem Amtstitel vor einem allfälligen Berufstitel verwendet.
- Beispiel 1: dem Direktor eines Klostergymnasiums (in Österreich meist als „Stiftsgymnasium“ bezeichnet), Pater Benedikt X., Dr.phil., wird der Berufstitel „Hofrat“ verliehen. Korrekte Titulatur in einer Briefanschrift wäre: „Hwd. Herrn Direktor Hofrat P. Dr. X.“. In der Anrede wäre „(Hochwürdiger) Herr Hofrat!“ durchaus gebräuchlich.
- Beispiel 2: Prälat X., wird für seine wissenschaftlichen Verdienste mit dem Titel „Universitätsprofessor“ ausgezeichnet. Korrekte Titulatur in einer Briefanschrift wäre: „Hwdst. Herrn Univ.Prof. Prälat X.“ In der Anrede wären „(Hochwürdigster) Herr Universitätsprofessor!“ durchaus gebräuchlich. Wird Prälat X. später zum Generalvikar von Y. ernannt, ändert sich die Anrede in „Hwdst. Herrn Generalvikar Univ.Prof. Prälat X.“ Bei drei oder mehr Titeln besteht die Tendenz, den niedrigsten wegzulassen – in der mündlichen Anrede wird ohnedies nur der höchste gebraucht, was herauszufinden allerdings manchmal etwas schwierig (und oft auch vom Kontext abhängig) ist.

Anmerkung: Die Verwendung des Familiennamens zum Titel („Guten Morgen, Herr Hofrat Mayer!“) ist in der persönlichen Anrede in Österreich unüblich und kann leicht als Affront aufgefasst werden, es sei denn, dass mehrere gleich „betitelte“ Personen anwesend sind und es daher zur Unterscheidung notwendig ist. Die Begrüßung eines Hofrates hat sich vielmehr auf ein schlichtes „Guten Morgen, Herr Hofrat!“ zu beschränken. Dasselbe gilt übrigens auch für die Anrede von Akademikern, die in Österreich (anders als in Deutschland) stets mit ihrem Titel („Grüß Gott, Herr Doktor!“, „Auf Wiedersehen, Frau Magister“) und nur mit ihrem Titel (also ohne Namenshinzufügung à la „Guten Tag, Herr Doktor Mayer!“) angeredet werden. Die Begrüßung des vorgenannten Hofrats Mayer mit einem „Guten Morgen Herr Mayer!“ würde aber als Beleidigung ausgelegt.
Mehrere Berufstitel, die sich auf verschiedene verdienstliche Tätigkeiten beziehen, können nebeneinander geführt werden
- Beispiel: Opernsänger X., der bereits mit dem Titel „Kammersänger“ ausgezeichnet wurde, unterrichtet nach seinem Rückzug von der Bühne an einer Meisterschule für Operngesang und erhält hierfür den Titel „Professor“. Künstlerische Tätigkeit ist von unterrichtender Tätigkeit zu unterscheiden, daher die korrekte Titulatur: „Kammersänger Professor X.“. Wird er dann Direktor der Meisterschule und soll hierfür mit dem Titel „Hofrat“ ausgezeichnet werden, ist es strittig, ob die Schulleitung eine von der unterrichtenden Tätigkeit unterschiedene Tätigkeit ist. Als Briefanschrift wäre vermutlich sicherheitshalber „S.g. Herrn Kammersänger Hofrat Prof. X.“ zu empfehlen, die persönliche Anrede wird vermutlich „Herr Hofrat“ lauten (schließlich ist dieser Titel ja der zuletzt verliehene).
- Beziehen sich mehrere Titel eindeutig auf dasselbe Tätigkeitsgebiet, so wird nur der ranghöchste Titel geführt.
- Beispiel 1: Dr. X., Gemeindearzt in Y., erhielt bereits vor mehr als fünf Jahren den Titel „Medizinalrat“. Nunmehr wird ihm zur Pensionierung der Titel „Obermedizinalrat“ verliehen. Es handelt sich um dieselbe Tätigkeit, neue Titulatur daher nur: „Obermedizinalrat Dr. X.“
- Beispiel 2: Dr. X., Professor am Gymnasium in Y., erhielt bereits vor mehr als fünf Jahren den Titel „Oberstudienrat“. Mittlerweile Direktor eines Gymnasiums geworden, wird ihm zum 60. Geburtstag der Titel „Hofrat“ verliehen. Es handelt sich wohl um dieselbe Tätigkeit, neue Titulatur daher nur: „Direktor Hofrat Dr. X.“